# Amor cortese

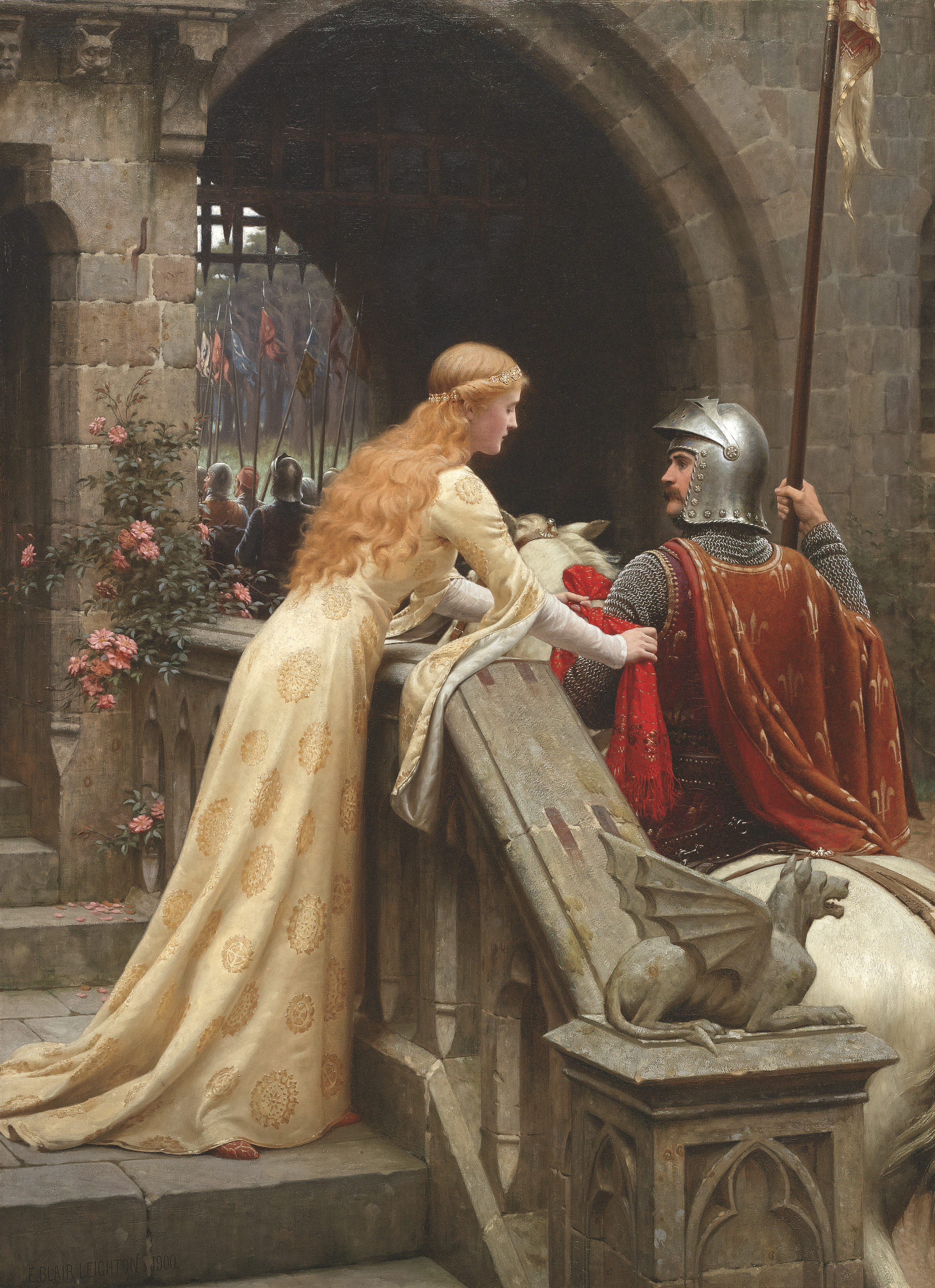
Buona fortuna! di Edmund Blair Leighton, 1900: una rappresentazione del tardo vittoriano di una dama che concede il suo "favore" ad un cavaliere in assetto di battaglia

L'amor cortese è un termine creato dal critico francese Gaston Paris nel 1883 per indicare la concezione filosofica, letteraria e sentimentale dell'amore, all'epoca dei trovatori delle corti provenzali, basata sull'idea che solo chi ama possiede un cuore nobile.

## Generalità
Il concetto di amor cortese appare per la prima volta nel corso del XII secolo nella poesia dei lirici provenzali che scrivono in lingua d'oc, tuttavia avrà fortuna anche nella letteratura del nord della Francia e sopravviverà nel tempo tramite il Dolce Stil Novo dantesco.
L'amor cortese del trobador è un sentimento capace di nobilitare e affinare l'uomo. Nasce come un'esperienza ambivalente fondata sulla compresenza di desiderio erotico e tensione spirituale. Tale "ambivalenza" è detta mezura, cioè la "misura", la giusta distanza tra sofferenza e piacere, tra angoscia ed esaltazione.
Per questa ragione, anche, esso non può realizzarsi dentro il matrimonio, e l'amor cortese è quindi adultero per definizione. Esso è desiderio fisico. Si instaura fra la dama e l'amante un rapporto d'amore esclusivo, così come il poeta deve rivolgersi ad una sola dama, essa deve accettare al suo servizio non più di un amante. Nel caso in cui una delle due parti trasgredisse, allora il rapporto potrebbe cessare.
Per l'amante il marito non è assolutamente un pericolo, mentre per questi un pericolo si rivela quella cerchia di uomini che si trovano nella sua stessa posizione di "amante cortese", poiché essi tenteranno in ogni modo di infangarlo.
Gli elementi caratterizzanti dell'amor cortese sono:
- Il culto della donna, vista dall'amante come un essere sublime, irraggiungibile. In certi casi anche divino.
- L'inferiorità dell'uomo rispetto alla donna amata: l'amante si sottomette completamente e obbedisce alle volontà della donna. Tale rapporto fra i due sessi è definito "servizio d'amore". L'amante presenta il suo omaggio alla donna e resta in umile adorazione di fronte a lei. Si tratta di un "amore-vassallaggio" in cui il rapporto tra l'uomo e la donna è simile a quello intercorrente tra il vassallo e il suo signore.
- L'amore inappagato: l'amante, cioè, non chiede nulla in cambio dei suoi servigi. Non si tratta però di amore spirituale, platonico, anzi si presenta con note sensuali.
- La gioia, o meglio una forma di ebbrezza ed esaltazione, di pienezza vitale, formata dall'amore impossibile, che però genera insieme anche sofferenza, tormento.
- L'amore adultero, che si svolge al di fuori del vincolo coniugale: addirittura, si teorizza che nel matrimonio non possa esistere veramente "amor fino". Il matrimonio, infatti, spesso era un contratto stipulato per ragioni dinastiche o economiche. Il carattere adultero dell'amore esige il segreto, che tuteli l'onore della donna: per questo il suo nome non viene mai pronunciato dai poeti che ricorrono così al senhal.
- Il conflitto tra amore e religione, scaturito dalla concorrenza del culto della donna divinizzata con il culto di Dio; inoltre la Chiesa notoriamente condanna il peccato dell'adulterio.

## Origini del termine

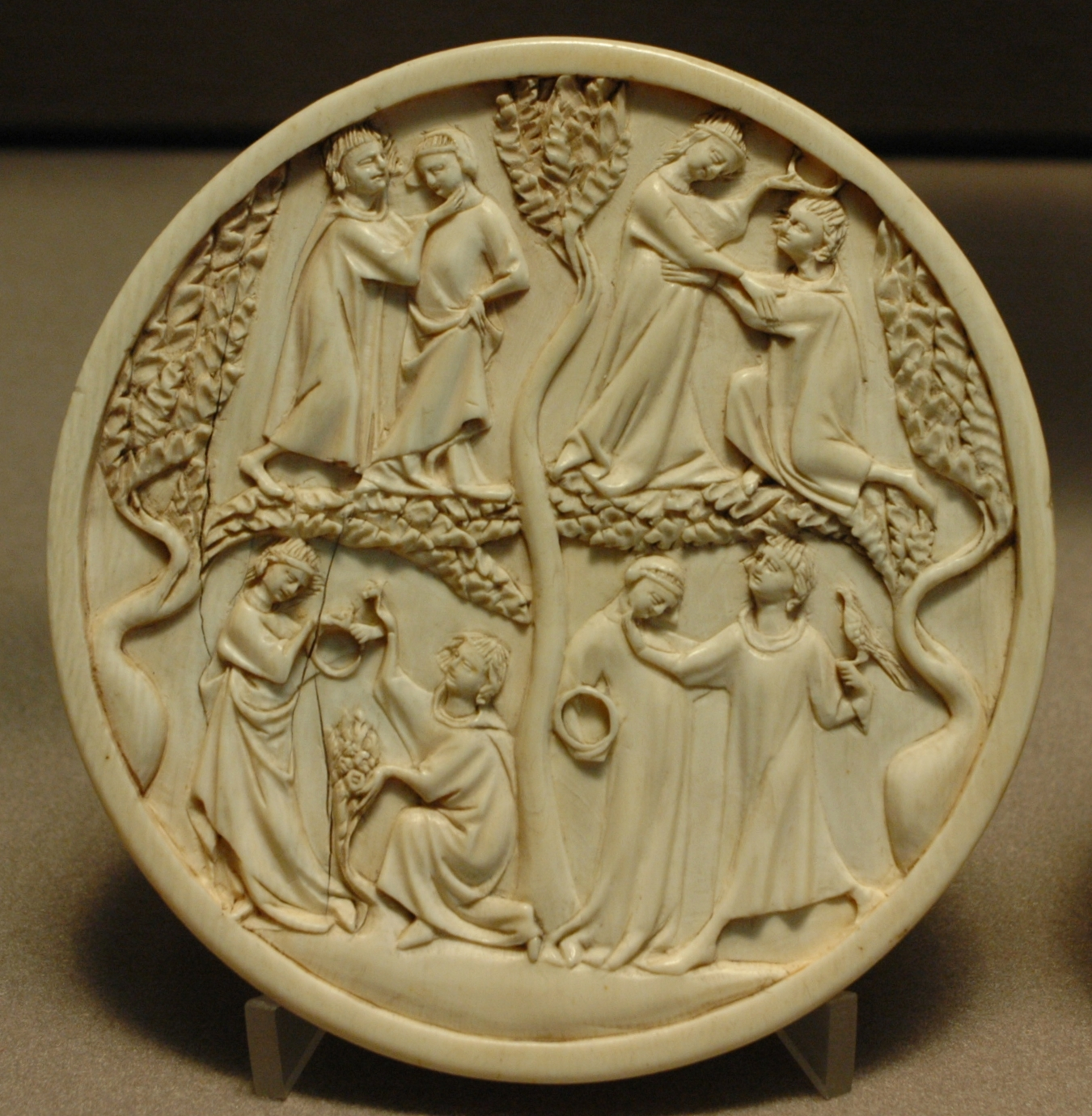
Scene di corte modellate sulla parte posteriore di uno specchio d'avorio, primo terzo del XIV secolo (Museo del Louvre

La definizione originaria dell'amour courtois ("amor cortese") venne data da Gaston Paris nel suo articolo del 1883, "Études sur les romans de la Table Ronde: Lancelot du Lac, II: Le conte de la charrette", un trattato che esamina il Lancillotto o il cavaliere della carretta (1177) di Chrétien de Troyes. Paris afferma che l'amour courtois era un'idolatria e una disciplina nobilitante. L'amante (idolatra) accetta l'indipendenza della sua amante e cerca di rendersi a lei meritevole, agendo con coraggio e con onore (nobilmente) e facendo tutto ciò che è in suo potere per realizzare i desideri di lei. La soddisfazione sessuale, dice Paris, non può essere una meta o un risultato da conseguire, in quanto l'amore non può essere interamente platonico, dato che si fonda sull'attrazione sessuale.
Sia il termine che la definizione di Paris nel 1936 C. S. Lewis scrive The Allegory of Love consolidando ulteriormente l'amor cortese come un
Successivamente, gli storici come D. W. Robertson negli anni '60, e John C. Moore e E. Talbot Donaldson negli anni '70, si dimostreranno critici rispetto al termine in quanto invenzione moderna, e Donaldson stesso lo definirà "il mito dell'amor cortese" (The Myth of Courtly Love), dato che non è sostenuto nei testi medievali. Anche se il termine "amor cortese" appare solo in un'unica poesia provenzale esistente (come cortez amors in una lirica del tardo secolo XII secolo di Peire d'Alvernhe), esso è strettamente imparentato con il termine fin'amor, che appare di frequente nel provenzale e nel francese, come pure in tedesco (tradotto come hohe Minne). Per di più, altri termini e frasi associati a "cortesia" e ad "amore" sono comuni in tutto il periodo medievale. Anche se Paris usava un termine che aveva scarsa approvazione da parte della letteratura contemporanea, esso non era un neologismo e torna utile comunque nella descrizione di una particolare concezione dell'amore e incentrandosi inoltre sulla cortesia che ne era la sua essenza.

### Storia

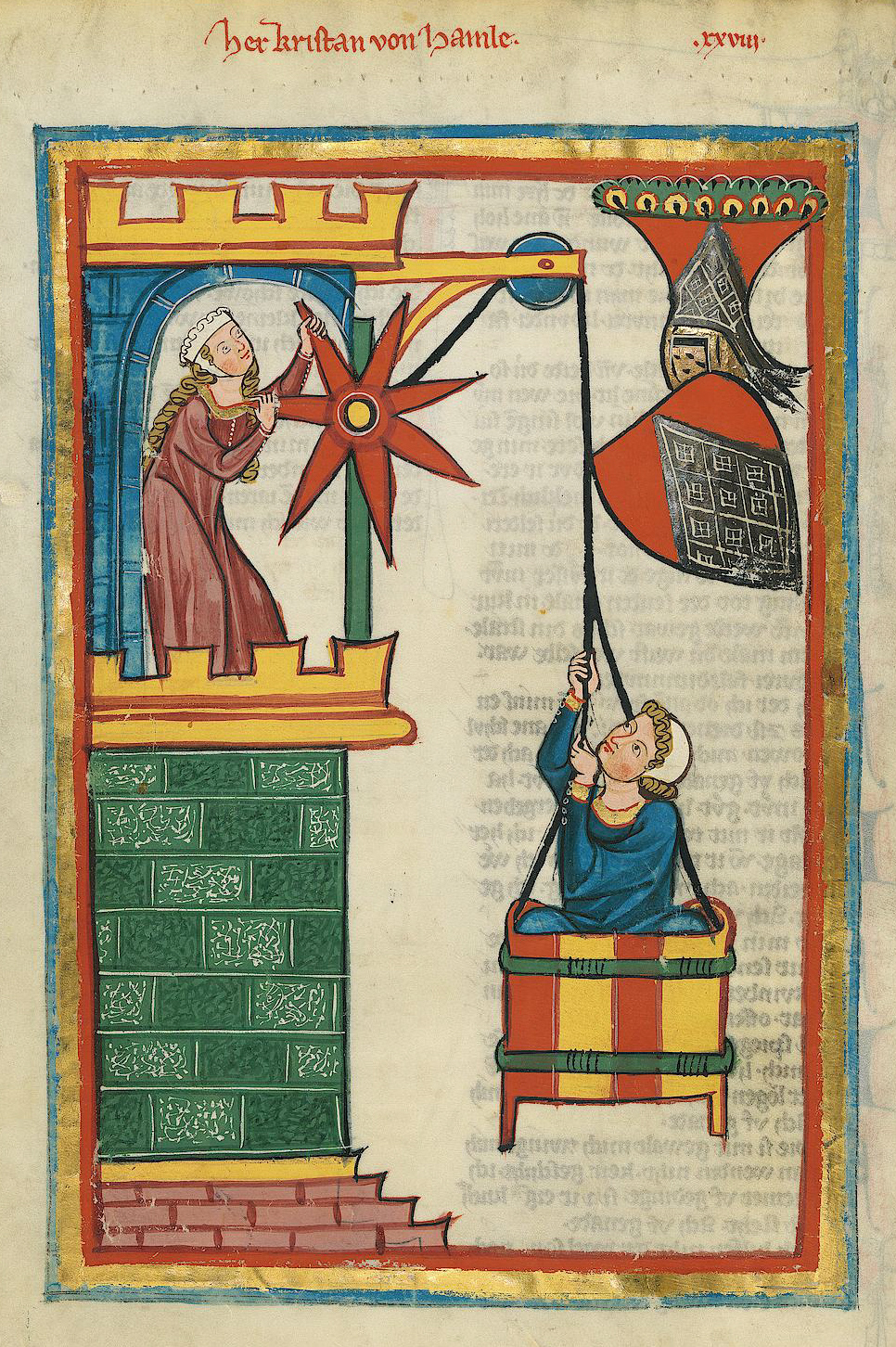
Dal codice manessiano.

La pratica dell'amor cortese viene a svilupparsi nella vita di corte di cinque regioni: Aquitania, Provenza, Sicilia, Champagne e Borgogna. La duchessa Eleonora d'Aquitania portò gli ideali dell'amor cortese prima alla corte di Francia (1137-1152), poi in Inghilterra, dove fu regina (1154-1189) e madre di due re. Sua figlia Maria, contessa di Champagne portò il comportamento cortese alla corte del conte di Champagne, Enrico I di Champagne. L'amor cortese trova la sua espressione nelle poesie liriche scritte dai trovatori, come Guglielmo IX, duca d'Aquitania (1071–1126), uno dei primi poeti trovatori e nonno della stessa Eleonora.
I poeti adottarono la terminologia del feudalesimo, dichiarandosi vassalli della donna e rivolgendosi a lei con l'appellativo lusinghiero di midons, una specie di nome in codice in modo che il poeta non ne rivelasse il nome. Il modello trobadorico della donna ideale era la moglie del suo "datore di lavoro" o sige, una donna di un rango più elevato, di solito la ricca e potente padrona del castello. Quando il marito era lontano per un impegno militare o altri affari, lei gestiva gli affari amministrativi e culturali. La donna era ricca e potente e il poeta dava così voce alle aspirazioni della classe cortigianesca, in quanto solo coloro che erano nobili potevano cimentarsi nell'amor cortese. Questo nuovo tipo di amore vedeva la nobiltà non in base alla ricchezza e alla storia della famiglia, ma nel carattere; quindi faceva appello ai cavalieri più poveri che vedevano così una strada aperta per progredire.

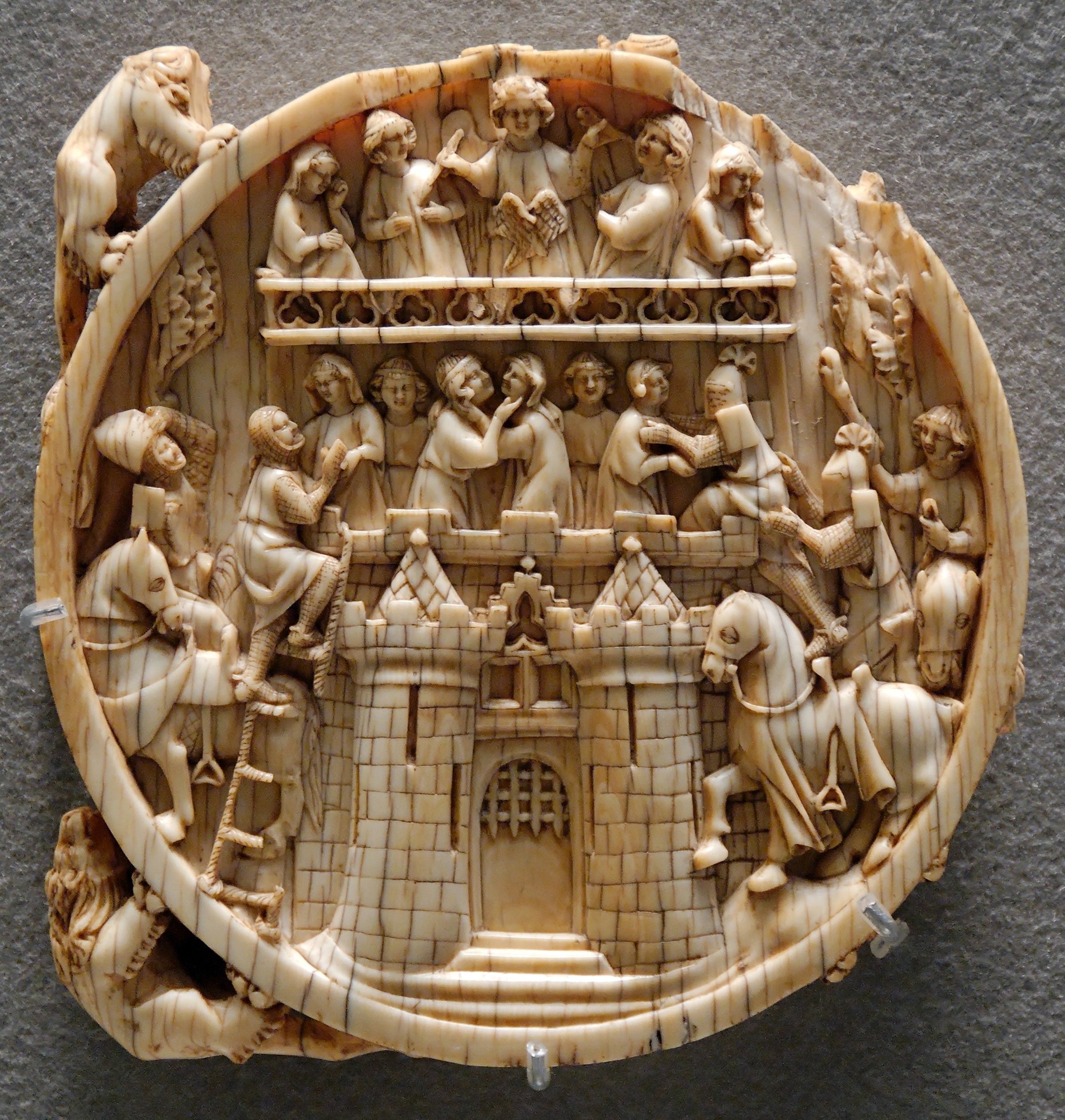
Raffigurazione dell'assedio al castello dell'amore sul retro di uno specchio d'avorio, 1350–1370 circa. Parigi, Museo del Louvre.

Poiché a quel tempo il matrimonio aveva poco a che fare con l'amore, l'amor cortese era anche un modo per i nobili di esprimere l'amore non trovato nel loro matrimonio. Gli "amanti" nel contesto dell'amor cortese non facevano riferimento al sesso, ma piuttosto all'agire emotivo. Questi "amanti" avevano brevi appuntamenti in segreto, che si intensificavano mentalmente, ma mai fisicamente.
Le regole dell'amor cortese vennero codificate in quell'opera altamente influente del tardo secolo XII che è il De amore di Andrea Cappellano, dove si legge per es. che...
- "il matrimonio non è una vera scusa per non amare",
-  "colui che non è geloso non può amare",
- "nessuno può essere legato a un doppio amore" e
-  "quando si rende pubblico un amore raramente dura".

### Influenza andalusa e islamica
Molte delle convenzioni in merito all'amor cortese possono essere rintracciate in Ovidio, attraverso Andrea Cappellano, ma non è plausibile che possano tutte essere riconducibili a questa origine. Nel periodo moderno, considerazioni riguardanti l'amor cortese spesso fanno capo all'ipotesi araba, posta in qualche modo quasi dall'inizio del termine "amor cortese". Una fonte proposta per il confronto è rappresentata dai poeti arabi e dalla poesia della Sicilia e della Spagna musulmane e dal contatto più esteso dell'Europa con il mondo islamico.
Dato che pratiche simili all'amor cortese erano già in auge in al-Andalus e altrove nel mondo islamico, è molto verosimile che queste influenzassero gli europei cristiani. Guglielmo d'Aquitania, per esempio, era coinvolto nella prima crociata e nella Reconquista in corso in Spagna, talché egli avrebbe avuto un contatto decisamente esteso con la cultura islamica.
Secondo G. E. von Grunebaum, ci sono diversi elementi che si sviluppano nella letteratura araba. Le nozioni dell'"amore finalizzato all'amore" e dell'"esaltazione della donna amata" vengono fatti risalire alla letteratura araba del IX e X secolo. La nozione dell'amore come "potenza che nobilita" viene sviluppata nell'XI secolo dal filosofo persiano Avicenna, nel suo trattato Risala fi'l-Ishq (Trattato sull'amore). L'elemento finale dell'amor cortese, il concetto di "amore come desiderio che non può mai essere appagato", era a volte implicito nella poesia araba, ma viene per la prima volta sviluppato in forma dottrinale nella letteratura europea, in cui tutti e quattro gli elementi dell'amor cortese venivano ad essere presenti.
Secondo un argomento delineato da Maria Rosa Menocal nel suo saggio Il ruolo arabo nella storia della letteratura medievale, nella Spagna dell'XI secolo sarebbero apparsi un gruppo di poeti girovaghi i quali andavano di corte in corte, talvolta giungendo nelle corti cristiane della Francia meridionale, una situazione strettamente rispecchiante ciò che sarebbe successo nella Francia meridionale quasi un secolo più tardi. I contatti tra questi poeti spagnoli e i trovatori francesi erano frequenti. Le forme metriche usate dai poeti spagnoli erano simili a quelle usate successivamente dai trovatori. 

## Analisi

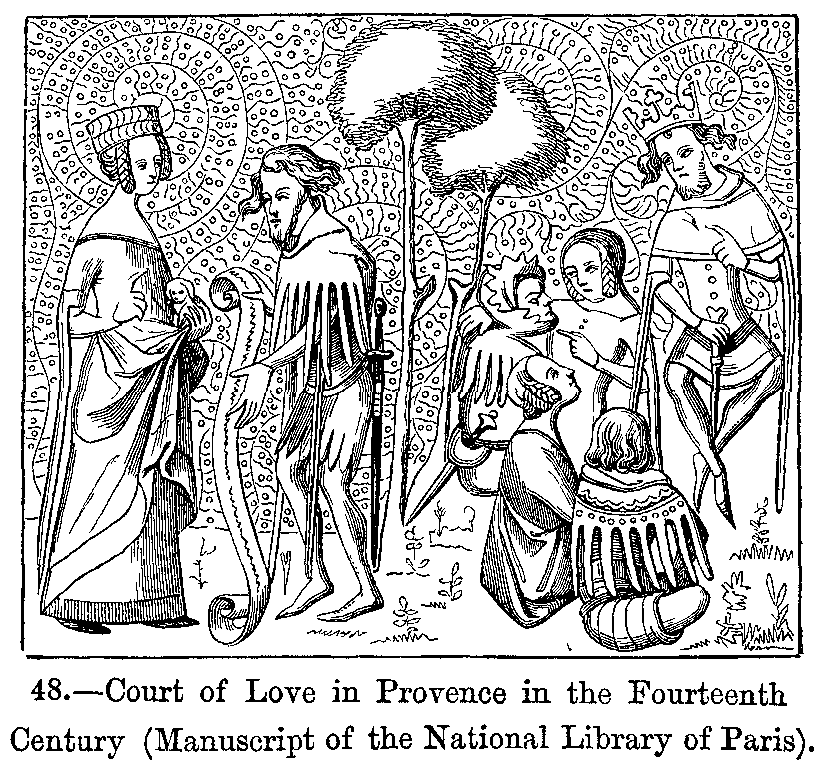
Corte d'Amore in Provenza nel XIV secolo (manoscritto della Bibliothèque Nationale, Parigi).

L'analisi storica dell'amor cortese presenta discrepanze tra le varie scuole. Quel genere di storia che guarda l'alto medioevo come dominato da una teocrazia prude e patriarcale, vede l'amor cortese come una reazione "umanistica" alle idee puritane della chiesa cattolica. Nel linguaggio degli studiosi che appoggiano questa opinione, l'amor cortese è serbato per la sua esaltazione della femminilità come forza morale, spirituale e nobilitante, contrariamente allo sciovinismo corazzato del primo e secondo stato. La condanna dell'amor cortese all'inizio del XIII secolo da parte della Chiesa in quanto eretico, viene visto da questi studiosi come il tentativo di reprimere questa "ribellione sessuale".
Tuttavia, altri studiosi notano che l'amor cortese era certamente legato agli sforzi della Chiesa di civilizzare i rozzi codici feudali germanici del tardo XI secolo. Si è inoltre suggerito che la prevalenza di matrimoni combinati richiedeva altri sbocchi, dovuti a un'esigenza di espressione più personale e romantica dell'amore, e perciò l'amor cortese sorse, non in reazione alla pruderie o al patriarcato della Chiesa, ma ai costumi nuziali del periodo.
A volte, la donna potrebbe essere una princesse lointaine ("principessa lontana") e qualche storia racconta di uomini che si innamorarono di donne che non avevano mai visto, solamente ascoltando la descrizione della loro perfezione, ma in genere non erano così distanti. Diventando l'etichetta dell'amor cortese più complicata, il cavaliere avrebbe potuto indossare i colori della sua donna: dove l'azzurro o il nero erano talvolta i colori della fedeltà; verde, probabilmente un segno di infedeltà. La salvezza, precedentemente relegata nelle mani del clero, adesso proviene dalle mani della donna a cui ci si lega. In alcuni casi, ci furono anche donne che componevano, le trobairitz, le quali esprimevano lo stesso sentimento per gli uomini.

## Convenzioni letterarie
La convenzione letteraria dell'amor cortese può essere trovata nella maggior parte degli autori più importanti del Medioevo quali Geoffrey Chaucer, John Gower, Dante, Maria di Francia, Chrétien de Troyes, Gottfried von Straßburg, Malory, Raimbaut d'Aurenga e Bernart de Ventadorn.

### Allegoria
L'allegoria medievale ha elementi di amor cortese, per esempio nella prima parte del Roman de la Rose.

### Evoluzione
Forse il lavoro più importante e popolare è stato il De amore di Andrea Cappellano, il quale descrive l'ars amandi ("l'arte d'amare") nella Provenza del XII secolo. Il suo lavoro prosegue nel solco della tradizione dell'opera romana Ars amatoria di Ovidio.
I temi dell'amor cortese non sono confinati al medievale, ma rivisti nel periodo elisabettiano in maniera sia seria che comica. Il Romeo e Giulietta, di Shakespeare, per esempio, mostra Romeo che tenta di amare Rosalina in un modo artificiosamente cortese, canzonato per questo da Mercuzio.

## Generi letterari
I generi medievali in cui possono essere trovate le convenzioni dell'amor cortese comprendono la lirica, il romanzo e l'allegoria.

### Lirica
L'amore cortese nacque nella lirica, e appare per la prima volta con i poeti provenzali nell'XI secolo, compresi i menestrelli di corte e itineranti, e i trovatori e trovieri francesi.  Questa tradizione francese si espanderà successivamente in Germania con i Minnesänger, quali Walther von der Vogelweide e Wolfram von Eschenbach.

### Romanzo
La poesia scritta in volgare dei romans courtois (romanzi cortesi) comprendeva molti esempi di amor cortese. Alcuni di essi sono collocati all'interno di un ciclo di poemi che celebrano la corte di Re Artù. Questa era una letteratura amena, diretta, per la prima volta nella storia europea, a un pubblico in maggior parte femminile.

## Punti controversi

### Sessualità
Un punto di controversia in corso sull'amor cortese è in che misura esso fosse sessuale. Tutto l'amor cortese era erotico in un certo senso, e non puramente platonico — i trovatori parlano della bellezza fisica delle loro donne e dei sentimenti e desideri che queste suscitano in loro. Tuttavia, non è chiaro ciò che un poeta dovrebbe fare: vivere una vita di desiderio perpetuo incanalando le sue energie per fini più alti - conformemente al concetto freudiano di sublimazione - o dedicarsi alla soddisfazione fisica. Gli studiosi considerano entrambe le opzioni.
Denis de Rougemont osserva che i trovatori venissero influenzati dalle dottrine catare che rigettavano i piaceri della carne, rivolgendosi perciò metaforicamente allo spirito e all'anima delle loro donne. Rougemont inoltre aggiunge che l'amor cortese sottostava al codice cavalleresco e perciò la lealtà del cavaliere andava sempre al suo re, prima che alla sua amante. Edmund Reiss dichiara per di più che esso fosse un amore spirituale, ma un amore che aveva più attinenza con l'amore cristiano, o caritas. D'altra parte, gli studiosi come Mosché Lazar affermano che il fine desiderato fosse l'amore sessuale adultero, finalizzato al possesso fisico della donna.
Molti studiosi identificano l'amor cortese con l'"amore puro" descritto nel 1184 da Andrea Cappellano nel De amore (libri tres):
All'interno del corpus poetico trobadorico vi è un'ampia possibilità di atteggiamenti, anche attraverso le opere dei singoli poeti. Alcune poesie sono fisicamente sensuali, e a volte anche oscene, mentre altre altamente spirituali ai limiti del platonico.

### Pratica effettiva nel mondo reale
Un punto risulta controverso in merito al fatto se l'amor cortese fosse puramente letterario o di fatto praticato nella vita reale. Non vi sono fonti storiche che offrano prova della sua presenza nella realtà. Lo storico John Benton non trova nessuna evidenza documentale nei codici giuridici, casi giudiziari, cronache o altri documenti storici. Tuttavia, l'esistenza del genere non-fantastico dei libri di cortesia fornisce forse la prova della sua pratica. Per esempio, secondo il libro di cortesia di Christine de Pizan chiamato Libro delle Tre Virtù (1405 ca.), nel quale viene espressa la disapprovazione dell'amor cortese, la convenzione veniva sfruttata per giustificare gli amori illiciti. L'amor cortese probabilmente trovava espressione nel mondo reale nei costumi del tempo quali l'incoronazione delle Regine di Amore e Bellezza ai tornei. Filippo il Buono, nel suo "Banquet du Voeu du Faisan" del 1454, fa affidamento sulle parabole ricavate dall'amor cortese per incitare i suoi nobili a giurare di partecipare ad una crociata anticipata, mentre anche nel XV secolo numerose convenzioni sociali e politiche di fatto erano ampiamente basate su formule dettate dalle "regole" dell'amor cortese.

### Corti d'amore
Un punto di controversia è rappresentato dall'esistenza delle "corti d'amore", per la prima volta menzionate da Andrea Cappellano. Queste supposte corti erano formate da "tribunali" composte da 10 a 70 donne che avevano il compito di ascoltare un "caso di amore" e dare consigli al riguardo in base alle regole dell'amore. Gli storici del XIX secolo consideravano una realtà l'esistenza di queste corti, tuttavia studiosi successivi, come Benton, noteranno che "nessuna delle tantissime lettere, cronache, canzoni e dediche devote" facciano presumere la loro esistenza al di fuori della letteratura poetica. Secondo Diane Bornstein, un modo per colmare il divario tra i riferimenti alle corti d'amore nella letteratura e la mancanza di evidenza documentale nella vita reale, è il fatto che esse fossero simili a saloni letterari o aggregazioni sociali, dove le persone leggevano i loro componimenti poetici, discutevano su questioni d'amore e proponevano giochi di parole riguardanti gli amoreggiamenti.

## Stadi dell'amor cortese[29]
- Attrazione per la donna, di solito tramite lo sguardo
- Adorazione della donna da lontano
- Dichiarazione di devozione passionale e innaturale
- Rifiuto da parte della donna virtuosa
- Rinnovato corteggiamento con giuramento di virtù ed eterna fedeltà
- Lamenti per l'approssimarsi della morte, dovuti al desiderio insoddisfatto (e altre manifestazioni fisiche del mal d'amore)
- Gesta eroiche di valore che vincono la ritrosia della donna
- Consumazione dell'amore segreto
- Avventure infinite e sotterfugi onde evitare di essere scoperti